# Zakho (distrikt)
Zakho District är ett distrikt i Irak.   Det ligger i provinsen Dahuk, i den norra delen av landet, 400 km norr om huvudstaden Bagdad.
Följande samhällen finns i Zakho District:
- Zakho